# Gençali (Senirkent)
Gençali ist ein Dorf im Landkreis Senirkent der türkischen Provinz Isparta. Es liegt direkt am Eğirdir Gölü, dem zweitgrößten Süßwassersee der Türkei und an der Fernstraße D 320, etwa 20 km nordöstlich der Kreisstadt Senirkent. Bürgermeister ist Süleyman Cİrİt.